# 350.org
350.org es una organización ecologista internacional, dirigida por Bill McKibben, con el objetivo de crear un movimiento de base global para reducir las emisiones de dióxido de carbono (CO2) y prevenir el cambio climático. 350.org toma su nombre de la investigación del científico de la NASA James E. Hansen, quien propuso en un artículo de 2007 que 350 partes por millón (ppm) de CO2 en la atmósfera es un límite máximo seguro para evitar un cambio climático imparable. El nivel actual[¿cuándo?] es de 389 ppm de CO2, un incremento de casi el 40% respecto de los niveles anteriores a la revolución industrial de 278 ppm. En 1988 la atmósfera de la Tierra sobrepasó la marca de las 350 ppm, mientras que las emisiones por cápita de CO2 aumentaron.
El grupo sostiene que organizó el día de acción política más extendido del mundo el 24 de octubre de 2009, informando de 5.245 acciones en 181 países.

## Origen
La organización fue fundada por el autor Bill McKibben, un ecologista y escritor estadounidense que frecuentemente escribía sobre el calentamiento global, energías alternativas y la necesidad de economías más localizadas (economía comunitaria). McKibben impulsa la organización, por ejemplo escribiendo artículos sobre ella en muchos de los mayores periódicos y medios de comunicación, como Los Angeles Times y The Guardian.
La organización tomó su nombre de la tesis del científico climático James Hansen de invierno de 2008 de que cualquier concentración de CO2 por encima de 350 partes por millón es insegura. James Hansen opinó que "si la humanidad quiere preservar un planeta similar a aquel en el que la civilización se desarrolló y al que la vida en la Tierra está adaptada, evidencias paleoclimáticas y el cambio climático en curso exigen que el CO2 sea reducido de las 385 ppm actuales a 350 ppm como mucho, pero probablemente incluso menos que eso."
McKibben empezó a luchar contra el cambio climático en una marcha en Vermont, su estado natal. Su campaña de 2007 "Step It Up" involucró 1.400 manifestaciones en lugares famosos de Estados Unidos. McKibben relaciona estas actividades con el cambio de las políticas energéticas de Hillary Clinton y Barack Obama durante la campaña presidencial. Posteriormente, el derretimiento de los casquetes polares le animaron a fundar 350.org, basado en el libro de Hansen de 2007 Climate Code Red (en:Climate Code Red).
Rajendra K. Pachauri, la "científica climática principal" de la ONU y líder del Panel Intergubernamental sobre Cambio Climático (IPCC) se ha mostrado a favor de reducir las concentraciones en la atmósfera de dióxido de carbono a 350 ppm. McKibben consideró la adopción de Pachauri del objetivo de 350 ppm "increíble". Algunos medios han indicado que la aprobación de Pachauri al objetivo de las 350 ppm fue una victoria de la campaña de 350.org.
La organización adquirió mayor importancia después de que su fundador McKibben apareciese en el programa de televisión The Colbert Report el lunes 17 de agosto de 2009.
La organización promueve su mensaje a través de sitios de redes sociales como Facebook, Twitter y YouTube.

## Objetivos
El movimiento 350 tomó la idea del máximo de 350 ppm como el lema para la campaña con la que buscaron un acuerdo justo en la cumbre internacional del clima de Copenhague de 2009. El miembro de 350 Alec Appelbaum sostuvo que "Necesitamos pactos globales para establecer límites a las emisiones, porque las emisiones cambian el clima provengan o no de fuentes reguladas. Pero también necesitamos negocios ingeniosos para hacer posibles estas restricciones. Esto es verdad porque por duro con que luchemos contra el clima, necesitamos seguir viviendo." El objetivo global de 350.org es influenciar a los gobiernos para que adopten políticas que reduzcan las emisiones de dióxido de carbono.

## Actividades

### Día Internacional de la Acción Climática

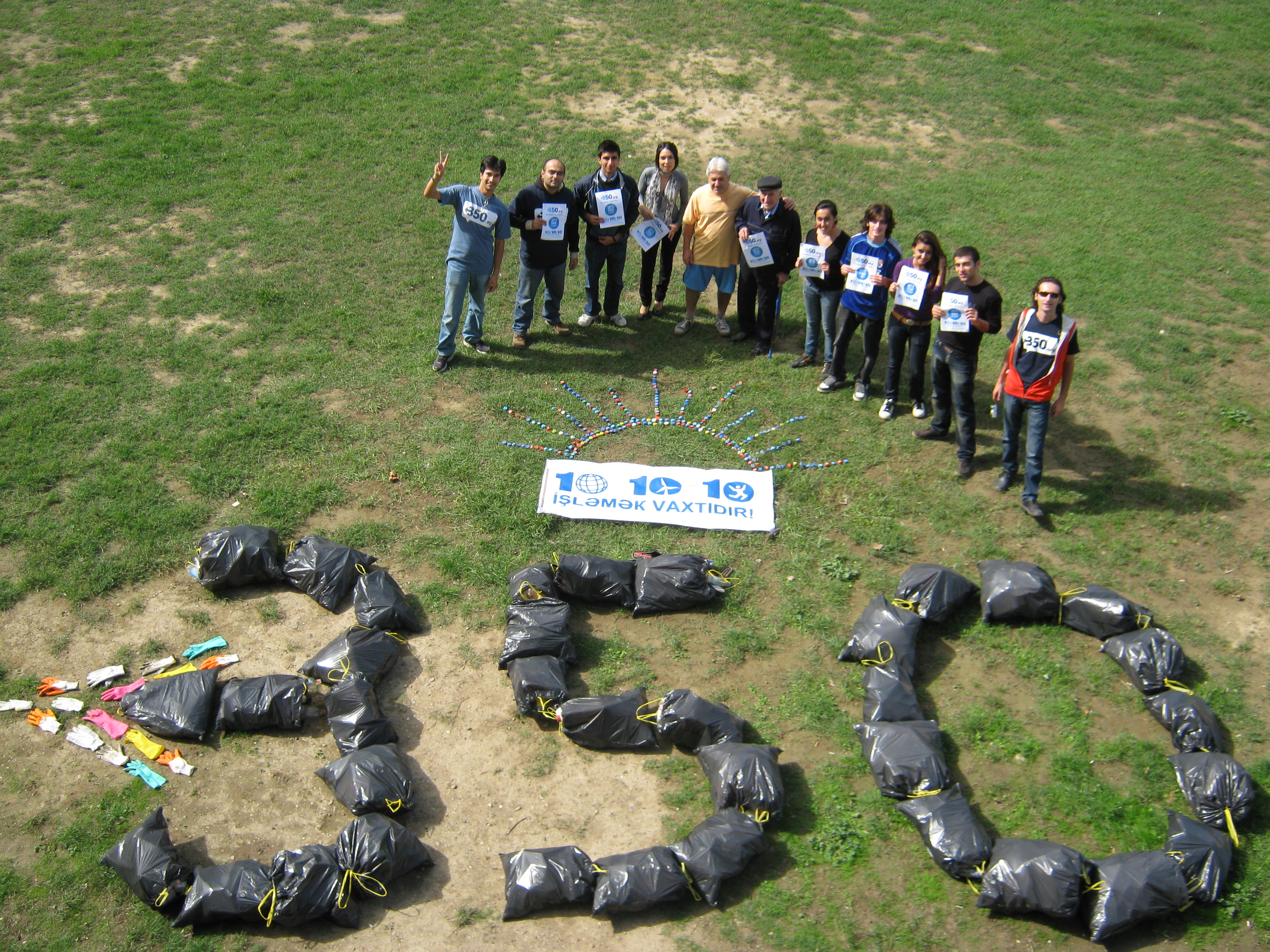
10.10.10.
350.org in Bakú, Azerbaiyán

350.org organizó un "Día Internacional de la Acción Climática" el 24 de octubre de 2009 para presionar a los delegados que acudían a la reunión de la Convención Marco de las Naciones Unidas sobre el Cambio Climático (UNFCCC) en diciembre, la XV Conferencia Internacional sobre el Cambio Climático (COP15). Esta fue la primera campaña global jamás realizada en torno a un dato científico. Las acciones organizadas por 350.org incluyeron representaciones gigantes del número "350", paseos, marchas, manifestaciones, charlas, paseos en bicicleta, conciertos, cenas libres de carbono, adaptación de viviendas para ahorrar energía, plantado de árboles, inmersiones submarinas masivas en la Gran Barrera de Coral, cocina mediante energía solar, tañidos de campanas de iglesias, reuniones de gabinetes bajo el agua en las Maldivas y reparto de brazaletes a atletas. La organización informó de más de 5.200 manifestaciones coordinadas en 181 países durante este día.

### Actividades generales
Aparte de eventos especiales como el Día Internacional de la Acción Climática, 350.org organiza acciones de forma continua para promover su mensaje. Estas actividades incluyen el plantado de árboles (350 árboles en cada ocasión) para absorber gases,
 la promoción del término "350", publicación de anuncios en los principales periódicos pidiendo que el dióxido de carbono de la atmósfera sea reducido a 350 ppm, realización de encuestas sobre cambio climático, educación a líderes jóvenes, presión a los gobiernos para establecer objetivos de reducción del carbono, y la adhesión a una campaña para establecer el dominio de nivel superior .ECO o "tld".
En diciembre de 2009, el grupo pidió a la Agencia de Protección Ambiental de los Estados Unidos establecer unos límites nacionales a los gases de efecto invernadero mediante la Ley de Aire Limpio, pidiendo a la agencia reducir la concentración atmosférica de dióxido de carbono a 350 pares por millón.

## Socios
350.org está aliado con 300 organizaciones de todo el mundo y ha nombrado a "350 mensajeros" que se han comprometido públicamente con la organización o su objetivo de expandir el movimiento de 350, incluyendo al arzobispo Desmond Tutu, Bianca Jagger, David Suzuki y Colin Beavan. Naomi Klein